# Guerra de Corinto
A Guerra de Corinto ou Guerra Coríntia foi um conflito na Grécia Antiga que transcorreu entre os anos 395 e 387 a.C., no qual se encontravam, de um lado, Esparta e, do outro, uma colisão de quatro estados aliados: Tebas, Atenas, Corinto e Argos, colisão que estava também apoiada, no princípio, pela Pérsia.
A causa imediata da guerra foi um conflito local no noroeste da Grécia, no qual intervieram tanto Tebas como Esparta. A causa subjacente era a hostilidade de Esparta provocada pela dominação unilateral que havia exercido nos nove anos que seguiram ao final da Guerra do Peloponeso.
A guerra foi levada a cabo sobre duas frentes: em terra, próximo de Corinto e Tebas, e no mar, no Egeu. Em terra, os espartanos alcançaram vários êxitos em batalhas importantes, mas foram incapazes de capitalizar sua vantagem, e a guerra se viu em um estado de equilíbrio. No mar, a frota espartana foi derrotada por uma frota persa, acontecimento que deu fim às tentativas de Esparta de vencer através do poder naval. Aproveitando este fato, Atenas lançou várias campanhas navais nos anos posteriores da guerra, reconquistando um número de ilhas que haviam sido parte do antigo Império Ateniense durante o século V a.C..
Alarmados por esses êxitos atenienses, os Persas deixaram de apoiar os aliados e começaram a apoiar Esparta. Esta troca de lado obrigou os aliados a buscarem a paz. A Paz de Antálcidas, normalmente conhecida como a Paz do Rei, foi assinada em 387 a.C., terminando assim a guerra. Este tratado declarou que a Pérsia controlaria toda a Jônia e que as demais cidades gregas seriam independentes. Esparta devia garantir a paz, com o dever de fazer cumprir as cláusulas do tratado.
Os efeitos da guerra, portanto, foram estabelecer a capacidade da Pérsia de interferir satisfatoriamente na política grega e afirmar a posição hegemônica de Esparta no sistema político grego.

## Eventos que conduziram a guerra

Mapa da guerra de Corinto

Na guerra do Peloponeso, que havia terminado em 404 a.C., Esparta desfrutou do apoio de quase todos os estados do território continental da Grécia antiga, assim como do império persa, e depois nos meses que se seguiram da guerra uma série de pólis no Egeu também ficaram sob domínio espartano. 
Essa sólida base de apoio, entretanto, logo se viu fragmentada depois da guerra. Apesar da natureza da vitória, que havia sido realizada graças a colaboração de vários estados, Esparta foi a única que recebeu os saques tomados dos estados derrotados e o pagamento de tributos do império ateniense. Os aliados de Esparta se viram mais marginalizados quando em 402 a.C., Esparta atacou e tomou Élida sob o seu controle, sendo esta uma cidade membro da Liga do Peloponeso que havia enfrentado Esparta durante o curso da guerra. Corinto e Tebas se negaram a enviar tropas para ajudar Esparta na campanha contra Élida.
Tebas e Corinto também recusaram em participar da expedição espartana contra a Jônia em 398 a.C., com os tebanos inclusive interrompendo um sacrifício que o rei espartano Agesilau II tentou lavar a cabo em seu território antes de partir. Mesmo com a ausência dos estados aliados, Agesilau conseguiu derrotar com êxito os persas em Lídia, chegando a avançar em terra adentro até Sárdis. O sátrapa Tissafernes foi executado pela sua incapacidade de deter Agesilau, e seu substituto Titraustes pagou aos espartanos para que dirigissem ao norte, até a sátrapa de Farnabazo II. Agesilau aceitou o pagamento, e então começou a preparar uma frota naval de grande tamanho rumo a sátrapa.
Se vendo incapaz de derrotar o exército de Agesilau, Farnabazo decidiu obrigar os espartanos a efetuar uma retirada através de uma ameaça de ataque pela Grécia continental. Enviou Timócrates de Rodes, um grego asiático, para distribuir dinheiro nas principais cidades do continente afim de incitá-las a enfrentarem Esparta. Os tebanos, que já haviam demonstrado sua antipatia contra Esparta, trataram de começar a guerra.

## Primeiras etapas da guerra (395 a.C.)

### Primeiros enfrentamentos
Os tebanos, que não desejavam em um primeiro momento desafiar Esparta de forma direta, preferiram uma via indireta para começar a guerra. Apoiaram seus aliados na Lócrida para que levassem a cabo a coleta de tributos em um território que estava sendo reclamado pela Lócrida e Fócida. Em resposta, os cidadãos da Fócida invadiram a Lócrida, que por sua vez solicitou a ajuda de Tebas. Os tebanos invadiram o território fócio, e estes pediram ajuda para Esparta, que avistou uma oportunidade para afligir os inquietos tebanos. Os espartanos ordenaram a movimentação de seu general, enquanto que uma embaixada foi a Atenas para buscar apoio. Entretanto os atenienses votaram em ajudar os tebanos, e foi formado uma aliança duradoura entre Atenas e a Liga da Beócia.
O plano espartano era movimentar dois exércitos, um sob o comando de Lisandro e o outro comandado por Pausânias, para que se encontrassem e atacassem a cidade de Haliarto. Lisandro chegou antes de Pausânias e conseguiu persuadir os orcomênios para que se rebelassem contra a Liga da Beócia, avançando assim contra Haliarto com suas próprias tropas e uma força de orcomênios. Lisandro morreu na batalha de Haliarto por ter levado a suas tropas perigosamente perto das muralhas da cidade. O saldo final do conflito não foi favorável para nenhum lado, com os espartanos sofrendo muitas baixas no início para posteriormente derrotarem um grupo de tebanos que os perseguiam em um terreno mais acidentado, mas no geral o resultado foi positivo para Tebas. Pausânias chegou um dia mais tarde, e concordando com um cessar fogo recuperou os corpos dos espartanos mortos, e retornou para Esparta. Chegando na cidade Pausânias foi condenado a morte por sua incompetência, mas fugiu antes que fosse sentenciado.

### A aliança contra Esparta se expande
Depois destes acontecimentos, tanto os espartanos quanto seus oponentes se prepararam para os enfrentamentos que viriam a seguir. No final de 395 a.C., Corinto e Argos entraram na guerra como aliados de Atenas e Tebas. Formou-se um conselho em Corinto para dirigir os assuntos desta aliança, e os aliados enviaram emissários para uma série de pólis menores recebendo o apoio de muitas delas.
Alarmados com esses acontecimentos, os espartanos prepararam um exército contra esta nova aliança e enviaram um mensageiro a Agesilau ordenando-lhe para voltar a Grécia. As ordens foram mal recebidas por Agesilau, que buscava uma grande campanha na Ásia, mas ele voltou e se dirigiu para casa com suas tropas, cruzando o Helesponto e marchando a oeste através da Trácia.

## Guerra na terra e no mar

### Nemeia
Depois do conflito entre Tebas e Fócida, onde Tebas se saiu vitoriosa, os aliados reuniram um grande exército em Corinto. Para combatê-los, Esparta enviou uma força de grande tamanho até Corinto. Os exércitos se encontraram no leito seco do rio Nemeia, onde os espartanos obtiveram uma vitória decisiva. Os exércitos da aliança perderam 2800 homens, contra somente 1100 de Esparta e seus aliados.

### Cnido
A ação militar seguinte de grande importância se deu no mar, onde os aquemênidas e os espartanos haviam reunido grandes frotas durante as campanhas de Agesilau na Ásia. Graças ao recrutamento de navios nas cidades sob o seu controle, Agesilau havia reunido um contingente de 120 trirremes, e que botou sob a liderança de seu cunhado Pisandro, o qual carecia de experiencia naval. Os persas, por sua vez, haviam reunido as frotas da Fenícia, Cilicia e do Chipre sob comando do experiente almirante Conão, o qual havia conseguido se apoderar de Rodes em 396 a.C. e convertido em base naval.
As frotas se encontraram em agosto de 394 a.C.. Os espartanos lutaram bem mas finalmente foram derrotados. Um grande número de navios da frota espartana foram afundados ou capturados, sobrando pouco dos 120 trirremes. Depois dessa vitória, Conão e Farnabazo navegaram na costa da Jônia, expulsando os governadores (Harmostas) espartanos e as guarnições das cidades, embora não tenham expulsado as bases espartanas em Abidos e Sesto.

### Coroneia
Até então o exército de Agesilau havia conseguido rechaçar os ataques dos tessálios enquanto marchava sobre o seu território até chegar na Boécia, lugar onde encontrou um exército formado por várias pólis contrárias a Esparta. A força asiática de Agesilau, composta principalmente por hilotas e mercenários do Dez mil, fora reforçada por um regimento orcomênio. 
Os exércitos se encontraram em Coroneia, onde as alas esquerda de ambos os exércitos saíram vitoriosas, com os tebanos saindo triunfantes enquanto o resto dos aliados foram derrotados. Vendo que estavam sozinhos, os tebanos tentaram furar o cerco inimigo para se encontrar com os aliados no Monte Hélicon. Agesilau enfrentou eles de frente, e o que se sucedeu foi um dos maiores banhos de sangue na história militar grega. Poucos tebanos conseguiram furar o cerco e saírem vivos. Depois da vitória, Agesilau voltou por mar para regressar a Esparta.

## Eventos posteriores
Os eventos do ano 394 a.C. deram a Esparta vantagem na guerra terrestre, mas ficaram muito fragilizados no mar. A coalizão de estados havia sido incapaz de derrotar a falange espartana no campo de batalha, contudo haviam realizado com exito em manter a força da aliança e terem impedido os espartanos de se deslocarem até a Grécia central. Os espartanos seguiram tentando nos anos seguintes derrotar Corinto e Argos para deixá-los fora de combate, sem sucesso. 
Embora os aliados buscassem preservar a sua frente unida contra Esparta, não obstante Atenas e Tebas tomavam vantagem da preocupação de Esparta em perder poder em áreas que tradicionalmente havia dominado. 

### A ajuda persa, a reconstrução de Atenas e revolta civil em Corinto
No ano 393 a.C., Conão e Farnabazo navegaram até a Grécia continental, e se dedicaram a saquear a costa da Lacônia e atacaram a ilha de Citera, onde deixaram uma guarnição a um governador ateniense. Dali navegaram até Corinto, onde distribuíram dinheiro e demonstraram para o rei persa que o conselho era merecedor de confiança. Farnabazo enviou Conão com recursos econômicos e com grande parte da frota até a Ática, lugar que estava ocorrendo a reconstrução das longas muralhas, que ia de Atenas até Pireu, projeto que havia sido iniciado por Trasíbulo em 394 a.C.. Com a ajuda dos remadores e dos trabalhadores pagos com o dinheiro persa, a construção foi completada. Atenas tomou vantagens da longas muralhas e da frota para atacar as ilhas de Esquiro, Imbros e Lemnos, onde estabeleceu colônias de cidadãos atenienses.
Aproximadamente nesta época implodiu uma revolta civil em Corinto entre o partido democrático e o oligárquico. Os democratas, apoiados pelos argivos, lançaram um ataque contra seus oponentes e os expulsaram da cidade. Os exilados foram em busca de ajuda dos espartanos, que tinham Sicião como base no momento, enquanto os atenienses e beócios apoiaram os democratas. Em um ataque noturno, os espartanos e os exilados tiveram êxito de tomar o porto de Corinto, Lequeu, situado no golfo de mesmo nome, e derrotaram um exército que foi mandado para enfrenta-los no dia seguinte. Os aliados tentaram invadir o porto, mas os espartanos sofreram um novo ataque e foram derrotados.

### Fracasso nas negociações de paz
No ano 392 a.C. Esparta enviou um embaixador, Antálcidas, para se reunir com o sátrapa Tiribazo, esperando que os persas mudassem de lado ao informa-lhes que Conão estava dando sua frota para a reconstrução do Império Ateniense. Atenas ficou sabendo do plano e enviou Conão e outros para que mostrassem contra alegações aos persas. Também comunicaram o problema a seus aliados, tanto que Tebas, Corinto e Argos igualmente mandaram emissários a Tiribazo.
Na conferência os espartanos propuseram a paz baseado na independência de todas as pólis. Entretanto, a proposta foi rechaçada pelos aliados, devido a Atenas ter a intenção de manter as conquistas que tinha feito no Egeu, Tebas desejava manter seu controle sobre a Liga da Beócia e Argos tinha a intenção de se unir com o estado de Corinto. A conferência, então, fracassou.
Foi formalizado uma segunda conferência de paz em Esparta no mesmo ano, mas a proposta voltou a ser negada. Neste caso influenciou para o fracasso das negociações o princípio da autonomia, como também os atenienses se viram escandalizados em saber que um dos términos da proposta era abandonar a Jônia ao controle persa.
Depois da conferência na Pérsia, Tiribazo volto a Susa para dar conta dos acontecimentos e enviou um novo general, Estrutas, para que tomasse o controle do exército. Estrutas novamente seguiu uma política anti espartana, o que levou os espartanos ordenassem ao seu comandante na região, Tibrón, que atacasse. Tibrón conseguiu isolar o território persa durante algum tempo, mas morreu com alguns dos seus homens quando Estrutas armou uma emboscada durante uma tentativa de pilhagem. Ele foi substituído por Difridas, o qual teve mais êxito nos saques e que inclusive capturou o filho de Estrutas, mas nunca conseguiu resultados significativos para mudar o curso da guerra.

### Lequeu e a tomada de Corinto

Lequeu e territórios próximos

Em Corinto, o partido democrático seguiu controlando a cidade enquanto os exilados tinham o apoio dos espartanos, que por sua vez controlavam a cidade vizinha de Lequeu. Em 391 a.C. Agesilau dirigiu uma campanha na região, tomando com êxito uma série de postos fortificados, assim como uma grande quantidade de prisioneiros e saques. Enquanto Agesilau se encontrava em acampamento preparando a venda das pilhagens, o general ateniense Ifícrates, aproveitando a ausência de Agesilau, venceu uma batalha em Lequeu utilizando um exército quase por inteiro de peltastas.
Durante a batalha, Ifícrates tomou vantagem dos espartanos graças a carência de Peltastas. Utilizou um sistema de contínuos e rápidos ataques seguidos de recuos, desgastando as tropas espartanas até que as filas inimigas fossem rompidas e obrigadas a retroceder, momento em que muitos homens foram aniquilados, enquanto outros conseguiram fugir graças a apoio naval. Sabendo da derrota, Agesilau se viu obrigado a interromper a campanha, enquanto Ifícrates continuou em expedição na região de Corinto recapturando muitos dos fortes que haviam sido conquistados pelos espartanos, embora fora incapaz de retomar Lequeu.
Também lutou contra Fliunte e Arcádia, derrotando decisivamente os primeiros e saqueando os territórios dos arcádios, quando estes evitaram o confronto frente a frente com suas tropas.
Depois desta vitória o exército argivo chegou a Corinto e, tomando a Acrópole, efetuo a fusão das cidades de Argos e Corinto. As muralhas que delimitavam ambas as cidades foram derrubadas e o corpo da pólis se tornou um só.

## Últimas campanhas terrestres
Depois das vitórias de Ifícrates no território de Corinto não ocorreu mais nenhuma grande batalha terrestre na região. Os conflitos continuaram no Peloponeso e a noroeste. Agesilau lutou com êxito em território argivo em 391 a.C. e realizou mais duas expedições antes do final da guerra. A primeira (em 389 a.C.), uma força expedicionária espartana cruzou o Golfo de Corinto para atacar a Acarnânia, a qual era aliada dos inimigos de Esparta. No inicio os acânios preferiram evitar o combate e se refugiavam nas montanhas, porém Agesilau finalmente conseguiu enfrentá-los em uma batalha que acabou com vitória espartana e com os acânios sofrendo pesadas baixas. Posteriormente Agesilau voltou por mar até a sua casa. No ano seguinte a Acarnânia firmou um tratado de paz com Esparta para evitar mais invasões.
No ano 388 a.C., Agesípolis I comandou um tropa espartana contra Argos. Todavia nenhum exército saiu para se enfrentar em campo aberto, e o comandante espartano se limitou a saquear a região por algum tempo, mas depois retornou para casa assim que recebeu preságios desfavoráveis.

## Últimas campanhas navais
Depois da derrota em Cnido, os espartanos trataram de reconstruir suas frotas. Depois de várias lutas com Corinto conseguiram retomar o controle do Golfo de Corinto em 392 a.C.. Seguidamente o fracasso das conferências de paz no ano de 392 a.C., os espartanos enviaram uma pequena frota do almirante Ecdico ao mar Egeu. Suas ordens era ajudar os oligarcas exilados em Rodes. Ecdico chegou a Rodes e encontrou os democratas completamente preparados com um frota mais grande que a sua, preferindo então esperar em Cnido. 

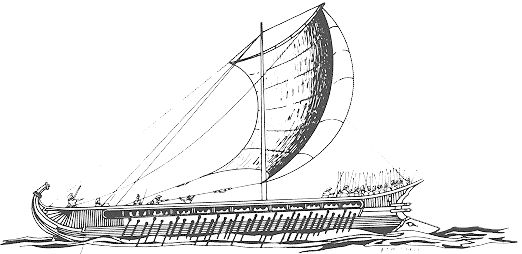
Trirreme grego

Os espartanos enviaram um apoio da sua frota principal que estava no Golfo de Corinto, sob o comando de Telêucias. Depois de conseguir mais barcos da ilha de Samos, Telêucias tomou o controle da frota reunida em Cnido e começou as operações contra Rodes.
Alarmados com o ressurgimento da frota naval espartana, os atenienses mandaram uma frota de 40 trirremes comandados por Trasíbulo. Este, julgando que podia ser mais eficaz batalhar em outros lugares ao invés de enfrentar diretamente a frota espartana, navegou até o Helesponto. Uma vez ali, após uma série de vitórias, impôs o pagamento de impostos a qualquer barco que atravessa-se as cercanias de bizâncio, restaurando uma fonte de dinheiro que os atenienses tinham perdido na guerra do Peloponeso. 
Dali partiu até a ilha de Lesbos, onde graças ao apoio de Mitilene, derrotou as forças espartanas da ilha e tomou um bom número de cidades. Em 388 a.C., enquanto comandava suas tropas através do Egeu, os seus soldados assolaram os campos dos Aspendos. Em vingança, os aspendianos atacaram o acampamento ateniense e Trasíbulo foi assassinado em sua tenda.
Depois desses acontecimentos, os espartanos enviaram um novo comandante, Anaxabio, a Abidos. Durante um tempo conseguiu uma série de êxitos contra Farnabazo, e capturou um bom número de navios mercantes atenienses. Os atenienses, preocupados que as conquistas de Trasíbulo fossem perdidas, mandaram Ifrícrates a região para que enfrentasse Anaxabio. Durante um tempo o exército se limitou a realizar saques no território do inimigo, mas finalmente Ifrícrates conseguiu adivinhar onde se encontravam as tropas de Anaxabio, que estavam em regresso de uma campanha contra a colônia grega de Antrandos, e emboscou a força espartana. Quando Anaxabio e seus homens entraram no terreno íngreme e montanhoso em que Ifrícrates e seus homens estavam esperando, os atenienses avançaram e os emboscaram, matando Anaxabio e muitos outros.

### Egina e Pireu
Chegado o ano de 389 a.C. os atenienses lançaram um ataque contra a ilha de Egina, em frente a costa da Ática. Os espartanos conseguiram expulsar a frota ateniense, mas Atenas continuou sitiando a cidade por terra. A frota espartana navegou até a cidade de Rodes, comandada por Antálcidas, mas foi eventualmente bloqueada em Abidos pelas forças de Atenas na região. Por sua vez, os atenienses foram contra atacados em Egina e precisaram se retirar uma série de meses depois.
Depois da retirada dos atenienses em Egina, a frota espartana comandada por Gorgopas emboscou a frota ateniense perto de Atenas, capturando vários navios. Os atenienses responderam com outra emboscada: Cabrias, que se dirigia ao Chipre, foi por terra até Egina e preparou uma emboscada aos aginetas e seus aliados espartanos, matando muitos deles.
Os espartanos enviaram Telêucias a Egina para dirigir a frota que se ali encontrava, e vendo que os atenienses haviam baixado a guarda depois da vitória em Cábrias, lançou um ataque por todo o Pireu, capturando muitos navios mercantes.

## A paz de Antálcidas
Antálcidas havia começado negociações com Tiribazo, e havia chegado a um acordo o qual os persas entrariam na guerra a favor de Esparta se os aliados negassem a firmar a paz. Os persas, irritados com algumas das atitudes dos atenienses, como apoiar o rei Evágoras do Chipre e o Faraó Acoris do Egito, ambos em guerra com a Pérsia, havia decidido que delimitar Esparta apoiando seus inimigos deixará de ser útil. Depois do bloqueio de Abidos, os espartanos atacaram e derrotaram uma pequena força ateniense, e posteriormente receberam mais reforços de Siracusa. Com esta força, que logo se viu mais reforçada ainda com os navios de sátrapas da região, navegou até o Helesponto para cortar as rotas comerciais que levavam os cereais até Atenas. Os atenienses relembrando uma derrota em circunstâncias parecidas e significativamente recente (a guerra de Peloponeso só havia acabado algumas décadas antes), desta vez estavam dispostos em firmar a paz.
Foi então quando Tiribazo convocou uma conferência de paz no final de 387 a.C., estando os principais participantes da guerra para discutir os termos de paz. Os términos do tratado tiveram como base o decreto do rei Artaxerxes II:
| “ | O rei Artaxerxes pensa que é justo todas as cidades da Ásia pertencerem a ele, igualmente com Clazomene e o Chipre, e que o resto das cidades gregas, tanto as grandes como as pequenas, sejam independentes, exceto Lemnos, Imbro e Esquiro que devem pertencer aos atenienses como assim sempre foram. Mas se qualquer um que não aceitar esse tratado, contra ele farei guerra juntamente com aqueles que aceitaram o acordo, tanto por terra como por mar. | ” |

O tratado, que ficou conhecido como Paz do Rei, ficou marcado pela grande influência persa. O tratado estabeleceu a primeira tentativa de uma paz comum na história grega, sob a perspectiva de que todas as cidades seriam independentes, clausula que seria posta em prática pelos espartanos, que tinham a autoridade de supervisionar a paz. Sobe a ameaça da intervenção espartana, Tebas dissolveu a Liga da Beócia, e Argos e Corinto terminaram sua experiência do governo compartilhado. Corinto, sem o seu aliado, foi incorporado novamente a Liga do Peloponeso de Esparta.
Depois de 8 anos de confrontos, a Guerra de Corinto se encerrou.

## Eventos posteriores
Nos anos que se seguiram do tratado de paz, os dois estados que eram responsáveis por seu mantimento, Império Persa e Esparta, se aproveitaram com o que haviam ganhado com o tratado. A Pérsia, livre da interferência ateniense ou espartana em suas províncias asiáticas, consolidou o seu controle sobre o oeste do Egeu e capturou tanto o Egito quanto o Chipre em 380 a.C.. Esparta aproveitou da clausula de autonomia para acabar com qualquer coalizão que fosse algum tipo de ameaça.
Os aliados desleais eram castigados.Mantineia, por exemplo, foi divido em cinco povoados distintos. Com Agesilau sendo o principal governante e adotando uma política agressiva, os espartanos lutaram do Peloponeso até a distante península Calcídica. Esse domínio sobre o continente grego se manteve por dezesseis anos antes de acabar na batalha de Leuctra.
A guerra também marcou o começo do ressurgimento de Atenas como potência do mundo grego. Com as muralhas e sua frotas restauradas, os atenienses puderam voltar seus olhos para o mar. Em meados do século IV a.C. conseguiram reunir uma aliança de estados no mar Egeu que ficou comumente conhecida como a Segunda Liga Ateniense, conseguindo recuperar certos territórios do que haviam perdido na derrota de 404 a.C.
A liberdade dos gregos jônios, que haviam sido uma das principais forças no começo do século V a.C., terminou na guerra de Corinto. Os principais estados gregos não voltaram a tentar interferir sobre o controle persa na região. Depois de um século de confrontos, a Pérsia finalmente governava a Jônia sem a interferência de forças estrangeiras, situação que se manteve por 50 anos até os tempos de Alexandre, o Grande.